# Даппарай
Даппара́й (якут. Даппарай) — село в Олёкминском районе Республики Саха (Якутия) России. Входит в состав Кыллахского наслега.

## География
Село находится в юго-западной части Якутии, на правом берегу реки Лена, на расстоянии примерно 31 км к юго-западу от города Олёкминск, административного центра района.
Климат
Климат характеризуется как резко континентальный. Средняя температура воздуха самого тёплого месяца (июля) составляет 18 °C; самого холодного (января) — −30 − −35 °C. Среднегодовое количество атмосферных осадков составляет 200—300 мм.
Часовой пояс
Село Даппарай находится в часовой зоне МСК+6. Смещение применяемого времени относительно UTC составляет +9:00.

## Население
| 2002 | 2010 | 2021 |
| ---- | ---- | ---- |
| 85   | ↗192 | ↗665 |

Гендерный состав
По данным Всероссийской переписи населения 2010 года, в гендерной структуре населения мужчины составляли 53,6 %, женщины — соответственно 46,4 %.
Национальный состав
Согласно результатам переписи 2002 года, в национальной структуре населения якуты составляли 98 %.

## Улицы
| - пер. Аласный, - пер. Берёзовый, - пер. Светлый, - пер. Строителей, - пер. Удачный, - пер. Черемных, - пер. Ясный, | - ул. Еловая, - ул. Новая, - ул. Партизанская, - ул. Сосновая, - ул. Тарын-Урэхская, - ул. Центральная. |